# Нефтепровод Сургут — Полоцк

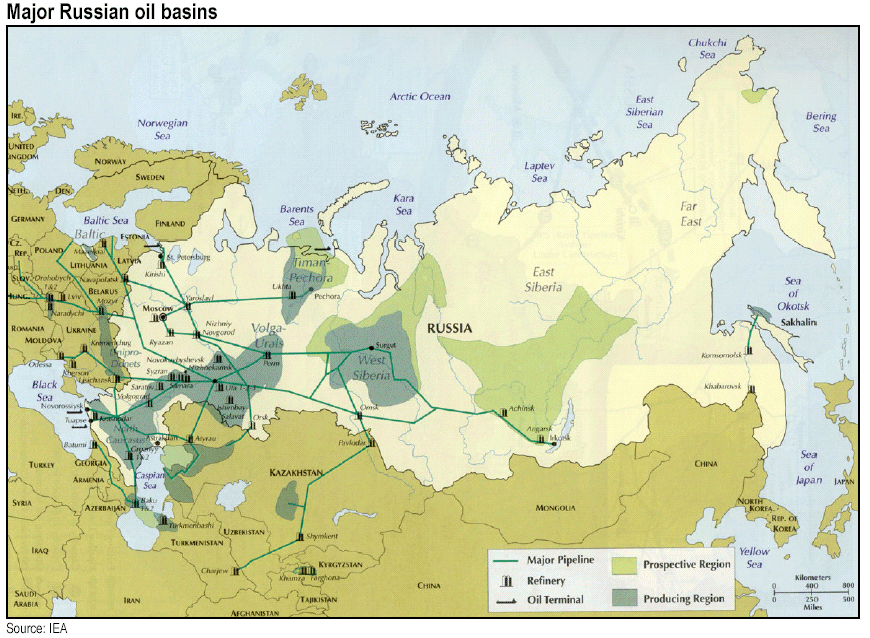
Нефтепроводы России

Нефтепровод Сургут — Полоцк — магистральный нефтепровод, соединяющий российскую Западную Сибирь с Беларусью; сибирская нефть по нему перекачивается в Белоруссию, оттуда часть её уходит в страны Балтии и Польшу. Длина — 3250 км, диаметр — 1020 мм, пропускная способность — более 120 миллионов тонн в год. Крупнейшим потребителем является Новополоцкий нефтехимический комплекс (Новополоцкий НПЗ).
Целью строительства было сырьевое обеспечение нефтепереработки на западе СССР и экспорт сырья в Европу. Нефтепровод появился в результате Всесоюзной комсомольской стройки 1977—1981 годов. Было преодолено около 1450 естественных и искусственных препятствий, в том числе более 400 км болот и свыше 350 км водных преград, включая реки Обь, Иртыш, Чусовая, Кама, Вятка, Волга, Ока Возведено 32 перекачивающие станции. Это был один из первых нефтепроводов большого диаметра. Он был оснащён современными мощными магистральными насосными агрегатами, средствами автоматизации и телемеханики, вспомогательным оборудованием. К 1986—1987 годам он вышел на проектную мощность. Планировалось продление артерии через Литву в Калининградскую область, в том числе к портам.